# 玉泉河站
玉泉河站是徐州地铁3号线的地铁站，位于中华人民共和国江苏省徐州市铜山区北京路与湘江路交叉口，于2021年6月28日开通。

## 车站结构
玉泉河站沿北京路路东侧南北设置，为地下三层岛式站台车站，车站长187.5米，标准段宽22.9米，车站地下一层为站厅层，地下三层为站台层，站台设置全高站台门。建设中的6号线车站沿湘江路东西设置，为地下二层岛式站台车站，车站长203米，标准段宽22.7米，车站地下一层为站厅层，地下二层为站台层，两线预计将采用T型换乘形式，换乘节点连接3号线站台南侧与6号线站台中部。
|               |  | 未來 █ 6号线往铜山中医院（終點站） |
| 未啟用 · 島式 |  |                                    |
|               |  | 未來 █ 6号线往徐州东站（高家营）   |

|                   |  | █ 3号线往振兴大道（师范大学） |
| 島式 · 開左邊车门 |  |                               |
|                   |  | █ 3号线往银山（无名山公园）   |

## 车站出口
玉泉河站共设3个出入口，各出口及周围设施如下所示：
| 出口编号            | 照片 | 出口指示         | 建议前往的目的地                   |
| ------------------- | ---- | ---------------- | ---------------------------------- |
| 1 · 出口 · （设有） |      | 北京北路（西侧） | 铜山万达广场                       |
| 2 · 出口            |      | 北京北路（西侧） | 铜山区公安局交通警察大队车辆管理所 |
| 3 · 出口            |      | 北京北路（东侧） | 徐州铜山印象里，君道中城           |
| 图例： 设有         |      |                  |                                    |

## 接驳交通

### 公交车
- 玉泉河地铁站：11路，79路，199路

## 车站历史
本站工程名为铜山副中心站，正式站名为玉泉河站，以车站所处的玉泉河社区命名。
- 2019年11月22日，3号线车站主体结构封顶[2]。
- 2021年6月28日，车站随3号线一期通车开通[1]。
- 2022年12月12日，6号线车站主体结构封顶[3]。